# Acanthocephaloides claviformis
Acanthocephaloides claviformis is een haakworm die parasiteert in de ingewanden van de Physiculus maximowiczi. De soort wordt maximaal 0,148 (vrouwelijke exemplaren) tot 0,093 cm (mannelijke exemplaren) groot.